# Green Hows Tarn
Der Green Hows Tarn ist ein See im Lake District, Cumbria, England.
Der See liegt westlich von Windermere und wurde von den Besitzern von Graythwaite Hall zusammen mit dem südlich von ihm gelegenen Green Hows Upper Tarn als privater Boots- und Angelteich angelegt.
Der See hat zwei unbenannte Zuflüsse an seinem Nordende und einen unbenannten Zufluss an seinem Südende. Am Südende gibt es eine Verbindung zum Green Hows Upper Tarn.